# 余部村 (兵庫県飾磨郡)
余部村（よべむら）は、かつて兵庫県に存在していた村である。1954年に姫路市などと合併し消滅。現在の白鳥、青山両小学校区と峰相小学校区のほぼ西半分（打越地区）をあわせた地域に相当する姫路市中西部に位置していた。
JR姫新線の余部駅があるのは当村であり、1946年3月1日に姫路市と合併した揖保郡余部村（現在の姫路市余部区）ではない。

## 概要
現在の姫路市青山、青山西、青山南、青山北、西夢前台、川西、川西台、飾西、飾西台、町田、実法寺、菅生台の一部、打越、白鳥台、緑台にほぼ相当する。

## 沿革
- 1889年（明治22年）4月1日 町村制施行に伴い以下の範囲を以て飾西郡余部村発足。
  - 飾西郡青山村、川西新村、飾西村、町田村、実法寺村、揖東郡打越村
- 1896年（明治29年）4月1日 飾東郡、飾西郡が合併し飾磨郡に。
- 1954年（昭和29年）7月1日 太市村、曽左村、八木村、糸引村と共に姫路市に編入されたため消滅。

姫路市との合併に際し、曽左、八木、糸引の3村は姫路市の合併審議特別委員会委員が交渉にあたったが、余部・太市の両村については、姫路市長石見元秀が余部村出身であることから市長一任とされた。石見は1953年12月26日の委員会において「若し合併を申込んで拒否された場合、市長の顔がないことになるから、適当なる時期に姫路市に対して合併を申込ませてもらいたいと余部村の有力者は言つている状態である。結局、余部村は、下手に合併の意志表示をしない現状である。」「実際問題として曽左村が姫路市に合併してしまえば、余部村は変な恰好となり具合が悪い。しかし余部を姫路市に合併させんがために、曽左の合併に私が力を入れているように思われては甚だ迷惑である。」と発言し、昭和の大合併において余部村は様子見ムードが強かったことがうかがえる。その後曽左村等との合併協議がまとまると、余部・太市の両村も遅れて姫路市に合併を申込んだことから、1954年2月の姫路市会で石見は「三村だけの合併審議委員が決ったときしまったと思い、余部と太市はバスに乗りおくれると心配した」と語り、曽左村等との合併協議の行方が余部村を一気に合併の方向に向かわせた様子が見える。

## 経済

### 産業
- 農業

『大日本篤農家名鑑』によれば、余部村の篤農家は「芦田徳市、川上雅夫、石見巻治」などである。

## 交通

### 鉄道
- 日本国有鉄道
  - 姫新線：余部駅